# مقاطعة كاس (داكوتا الشمالية)
كاس (بالإنجليزية: Cass)‏ هي إحدى مقاطعات ولاية داكوتا الشمالية في الولايات المتحدة الأمريكية.

## أعلام
- مارك اندروز